# Phi Kappa Sigma
Phi Kappa Sigma (ΦΚΣ) est une fraternité étudiante masculine présent aux États-Unis.
Arborant une tête de mort comme symbole, Phi Kappa Sigma a été fondée par Samuel Brown Wylie Mitchell (en) à l'université de Pennsylvanie en 1850, aidé de six amis.
Phi Kappa Sigma est un membre fondateur de la North-American Interfraternity Conference (NIC) et siège depuis 2017 à Carmel, dans l'Indiana. Auparavant, depuis sa fondation en 1850, la fraternité était basée à Philadelphie, Valley Forge et Chester Springs, en Pennsylvanie.